# دانيال دبليو. ميلز
دانيال دبليو. ميلز (بالإنجليزية: Daniel W. Mills)‏ هو سياسي أمريكي، ولد في 25 فبراير 1838 في الولايات المتحدة، وتوفي في 16 ديسمبر 1904 في شيكاغو في الولايات المتحدة. حزبياً، نشط في الحزب الجمهوري. وقد انتخب عضو مجلس النواب الأمريكي.